# Dušan Sninský
Dušan Sninský (ur. 7 lipca 1977 w Michalovcach) – słowacki piłkarz, grający na pozycji obrońcy.

## Sukcesy
- 2001/2002 Superliga (MŠK Žilina)
- 2002/2003 Superliga (MŠK Žilina)
- 2003/2004 Superliga (MŠK Žilina)
- 2004 Superpuchar Słowacji (MŠK Žilina)
- 2004/2005 Puchar Polski (Dyskobolia Grodzisk Wielkopolski)